# 動力服

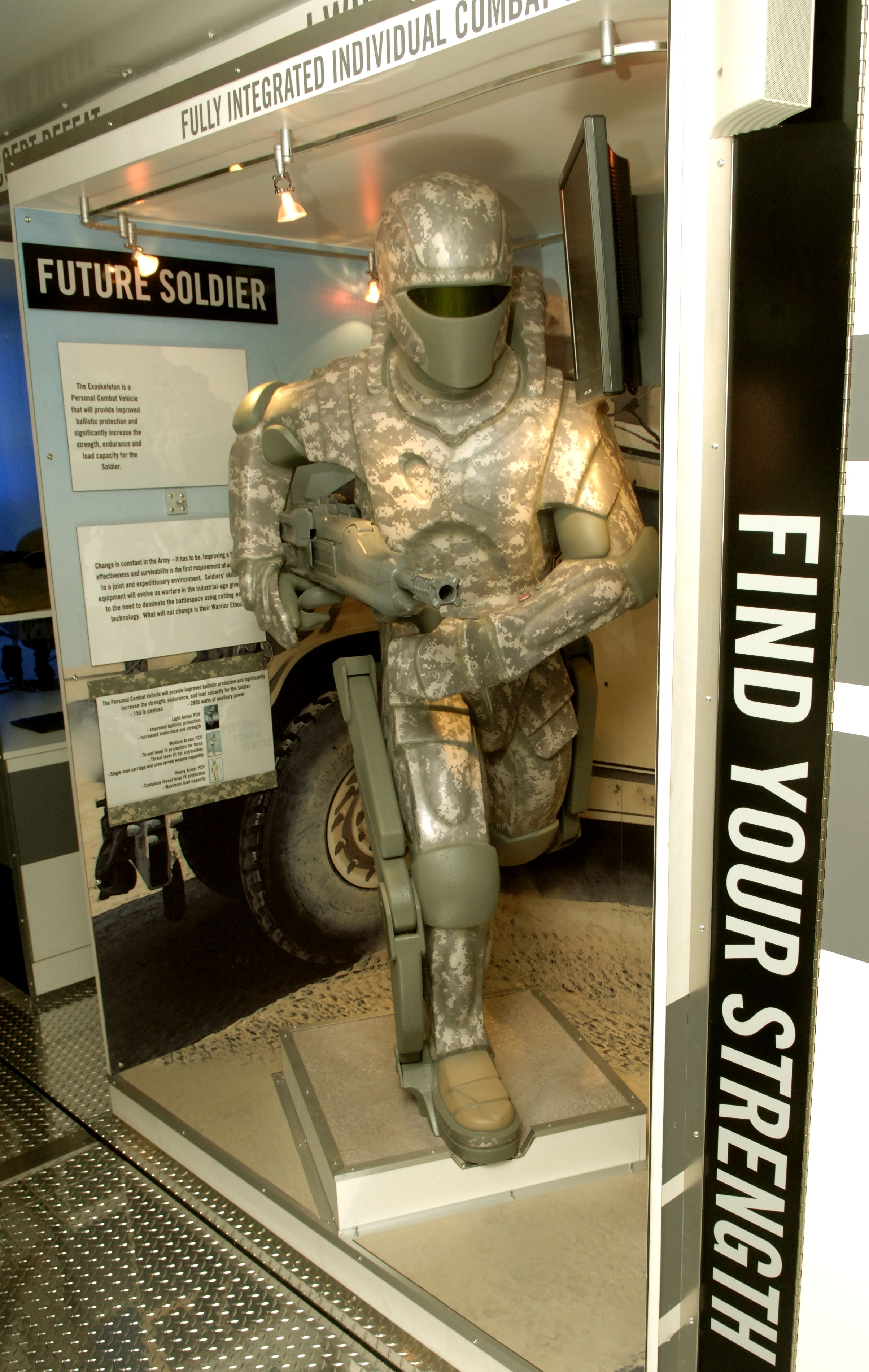
美國陸軍外骨骼動力服裝

动力外骨骼（英語：powered exoskeleton），也稱机械外骨骼、動力裝甲（powered armor）或動力服（powered suit），是一类可穿戴在人身上用来增强肢体结构强度、运动力量和耐力的机器。动力外骨骼设计旨在提供结构支撑，感知用户的运动并向管理齿轮的电动机发送信号。外骨骼支撑肩部，腰部和大腿，并协助移动以举起和握住重物，同时降低背部压力。
根据其能源来源可分为有源外骨骼与无源外骨骼：
- 有源外骨骼带有执行器，可代替使用者自身的肌肉输出机械功（使用者其实只负责操控机器），但需要储能装备或外部供电保障其运行。这种外骨骼通常由电动机、气动系统、杠杆、液压系统或多种机电工程技术组合提供动力[3]；
- 无源外骨骼本质上是一种保护性的假肢装具，是通过机械本身的材料和结构设计强度将负重绕过人体传导至地面，或使用杠杆、滑轮、液压缓冲等机械设计来获取机械利益并减震，从而降低使用者做等长运动（比如搬运重物并将其维持在不变的高度）时的负担以及降低遭受重复性劳损甚至工伤的风险[4]，但外骨骼本身并没有主动做功的能力。

## 开发与应用
外骨骼根据其民用、军用的不同使用场景，其功能各具特色。在民用方面，日本的三井住友银行就曾為搬運沉重鈔票及硬幣的年迈員工配備外骨骼，来降低员工的身體負擔。在军用方面，中华人民共和国则为卫生员开发了用于战场一线区域救护伤员的无源外骨骼。
第一套外骨骼動力服在1960年代由通用電氣公司與美國軍隊開發，當時命名為Hardiman，穿著這套裝備時舉起150公斤的物體就像舉起6公斤的物體一樣輕鬆。不過這套服裝是不實用的，因為它本身重達680公斤。
美國
- 洛克希德馬丁公司的HULC腿。
- 麻省理工學院媒體實驗室的成品（腿部）。
- 雷神公司的XOS外骨骼臂/腿。
- DARPA伯克利·布里克外骨骼

中华人民共和国

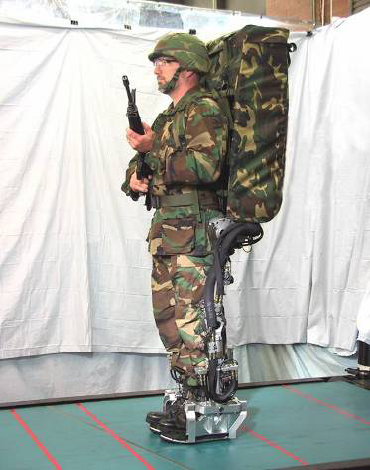
DARPA外骨骼样品

- 中國兵器工業集團202研究所研制的單兵外骨骼系統于2015年7月在中国军民融合技术装备博览会上首次亮相。该单兵外骨骼系统公开的技术指标为：额定负重35千克；额定搬运50千克。在额定负重下单兵平均步速4.5千米/小时，可连续行走约20千米。[6]
- 2020年10月，CCTV-7《军事科技》节目中公开的被动型、无源的卫生员单兵外骨骼。它不能够增加使用者的力量，但可以把负重传到地面。[4]
- 中国航天科工集团二院206所研制的搬运外骨骼曾在嫦娥5号返回器搜索回收任务中使用。它包含上肢助力模块和下肢助力模块，通过电动直驱助力模块及智能步态分析算法，配合人体上下肢关节发力，降低人体能耗。该搬运外骨骼负载能力达50公斤，在负重搬运机动时可省力约60%，节约人体能耗约30%，动作识别准确率大于99.9%，可在零下40摄氏度至70摄氏度间正常工作，耐受湿度最大为98%，标配的可更换电池在综合工况下可持续工作约4小时。[7]

中華民國
- 2019年國防部軍備局編列新台幣4300萬元預算研發肌耐力增強型動力外骨骼系統，让原本需要4人搬運的98公斤自走砲砲彈，單兵即可搬運[8]。
- 2021年10月26日，國防部在例行記者會上披露了軍用動力外骨骼装备的研发进展，介绍了其发展方向分为“野战型”与“荷重型”，共耗資新台币1.69億元，前者已研发成功，后者正在研发中[9][10][11]。
- 2024年根據國防部近期送至立法院的預算解凍報告內容所示，軍備局研製的「動力外骨骼系統」今年起進入第二階段，也就是包含膝、髖、肩、肘等部位的「野戰全身型」，預計2027年研製完畢[12]。。

日本

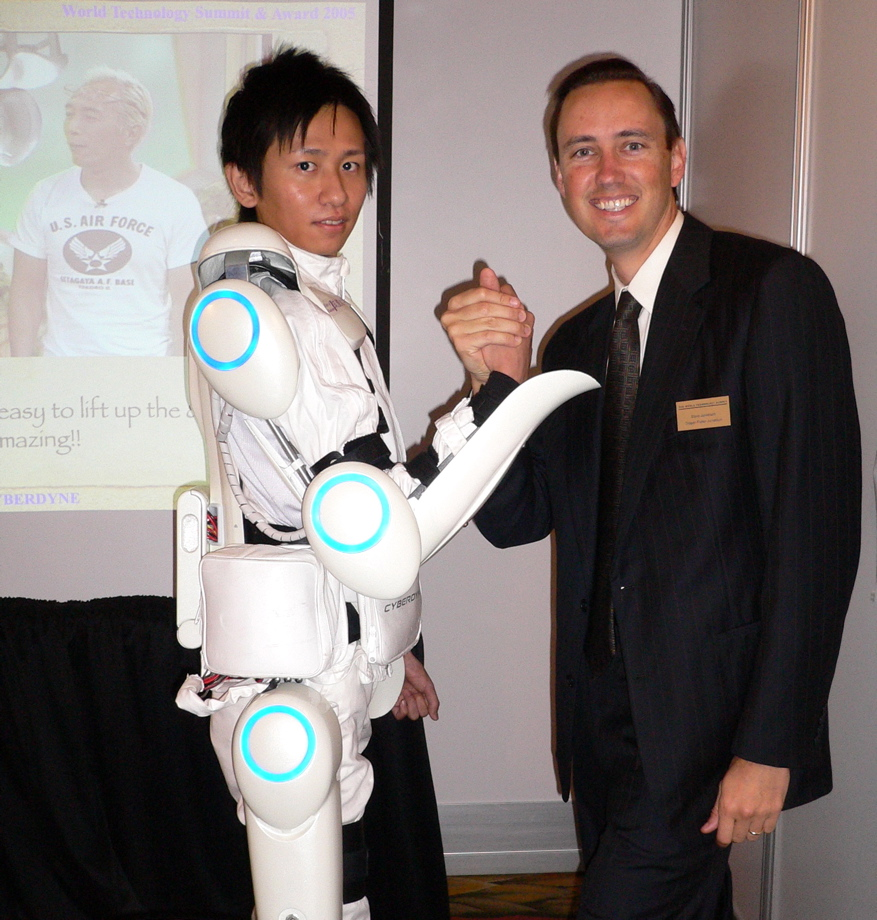
日本HAL 5（Hybrid Assistive Limb 5）外骨骼動力服

- Cyberdyne（日语：サイバーダイン）公司的HAL 5混合助力肢体（Hybrid Assistive Limb 5）获得日本设计振兴会（日语：日本デザイン振興会）颁发的优良设计奖金奖[13]，可应用于医疗复健领域[14]，工场工人，或其他搬运场景[15]。
- 本田技研工業公司的外骨骼腿。
- 佐川電子（Sagawa Electronics Inc.）的「Powered Jacket MK3」[16]。

俄羅斯
俄羅斯第3中央研究所勇士-21外骨骼系统。
巴西
- 2014年世界杯开幕式上，截瘫青年朱利亚诺·平托(Juliano Pinto)借助外置机械骨骼开球[17]。这个外置机械骨骼是在杜克大学的巴西籍神经科学家米格尔·尼科莱利斯（Miguel Nicolelis, 和Nicolelis Lab （页面存档备份，存于））博士领导的150多名研究人员的帮助下创建的。 研究人员共同成果是作为几所大学之间的合作的一部分，是非营利国际合作项目“再次行走计划”（Project Walk Again）的一个研究成果。

## 健康和安全
动力外骨骼虽然可以减轻体力劳动的压力，但也可能带来危险。 美国疾病控制与预防中心（CDC）呼吁进行研究，以解决该技术的潜在危险和益处，并指出对工人的潜在新危险因素，例如因为行动不便导致对于跌落物体躲避不及导致的人身伤害，和由于重心偏移导致的潜在的跌倒。
截至2018年，美国职业安全与健康管理局尚未为动力服制定任何安全标准。 国际标准化组织于2014年发布了安全标准，美國材料和試驗協會(ASTM International)正在研究将于2019年开始发布的标准。

## 主要国际竞赛
- Cybathlon（英语：Cybathlon） - 一项国际竞赛，使用最先进的技术援助系统来帮助身体残障人士完成日常任务的国际竞赛[19]。

## 科幻世界
科幻作品中也有眾多作品將動力服概念作为各类重步兵的理论基础拿來發揮，例如《星舰战将》中机动步兵的动力服；《鋼鐵人》中的钢铁侠动力服；《浩劫殺陣》系列、《異塵餘生》系列、《战锤40000》《warframe》或《星海爭霸》中的動力裝甲、《使命召唤：高级战争》和《決勝時刻：黑色行动III》里的外骨骼动力服、終極動員令3：泰伯倫戰爭的區域裝甲兵、終極動員令3：肯恩之怒的GDI分支、Z.O.C.O.M的區域突擊兵、《最後一戰》中斯巴達士兵穿著的裝甲。许多真实系日本漫画和动漫更是将动力服的概念扩展成了各类人形机甲。